# Valur
Knattspyrnufélagið Valur är en isländsk idrottsförening från Reykjavík som bedriver fotboll, handboll och basket. Klubben bildades 11 maj 1911.

## Fotboll
Fotbollssektionen har både ett herrlag och ett damlag i den högsta ligan. Herrlaget säkrade den 17 september 2017 inhemska ligan för 21:a gången och hade då även vunnit den inhemska cupen 11 gånger. Damlaget vann den inhemska ligan för 10:e gången 2010, och vann den inhemska cupen för 13:e gången 2011. Hemmaplan är arenan Vodafonevöllurinn, som tar 3 000 åskådare.

## Handboll
Både herr- och damlaget spelar i den högsta ligan, (herrarna i N1 deildin för herrar och damerna i N1 deildin för damer). Herrlaget är det mest framgångsrika på Island genom tiderna. De blev 2017 isländska mästare för 22:a gången. Damlaget hade då blivit mästare 16 gånger, varav senaste gången var 2014.

### Kända spelare med Valur som moderklubb
- Ólafur Stefánsson